# 멜빈 캘빈

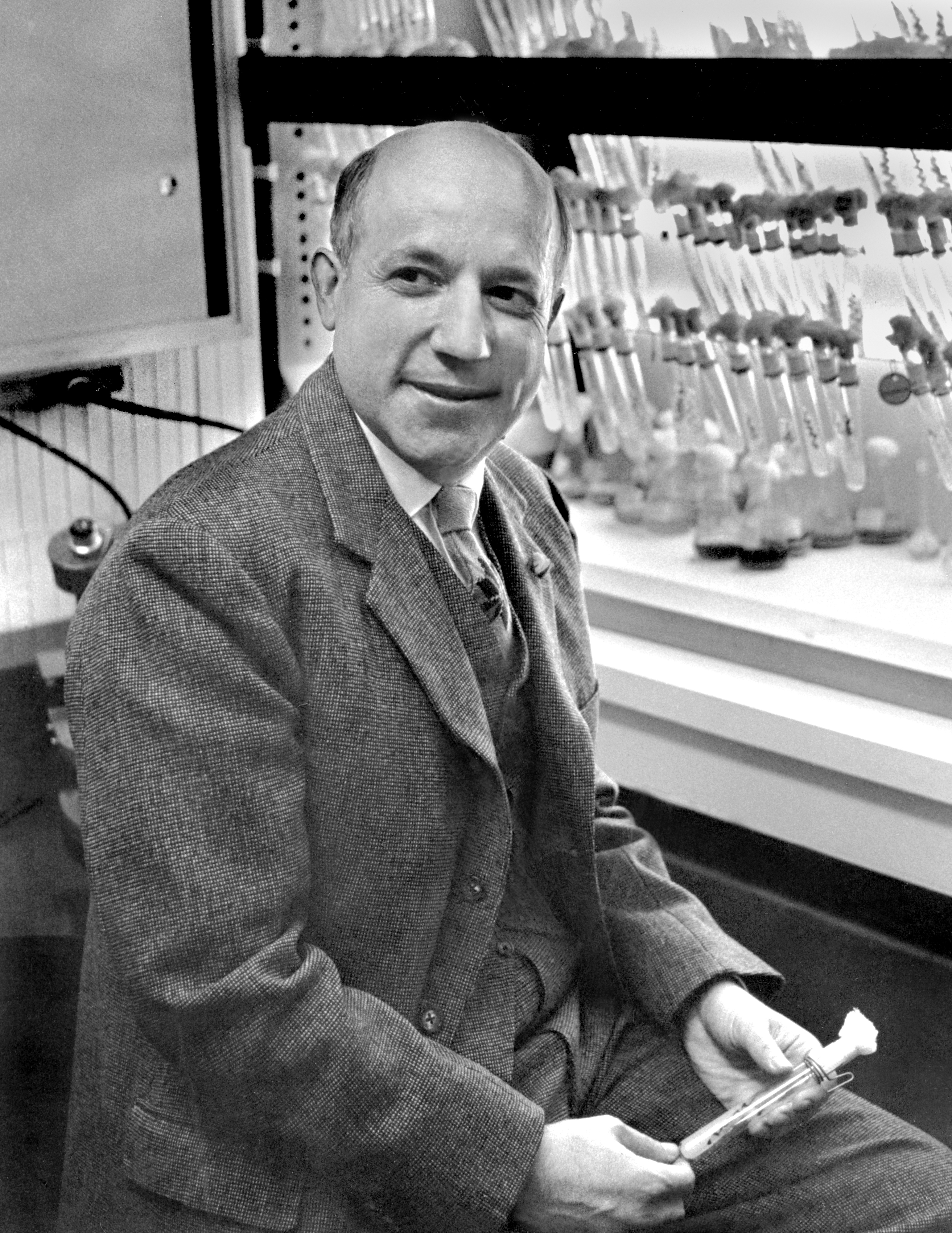
멜빈 캘빈 (1962년)

멜빈 캘빈(영어: Melvin Calvin, 1911년 4월 8일 ~ 1997년 1월 8일)은 미국의 화학자로, 식물이 물과 이산화탄소를 이용해 유기물을 합성하는 과정을 밝혀냈다. 1961년 노벨 화학상을 수상했다.
캘빈은 미국 미네소타주 세인트폴에서 태어났고, 미시간 광산공과대학에서 기술교육을 받은 후 화학으로 전환하여, 1935년 미네소타대학에서 학위를 받았다. 이어 영국으로 건너가 맨체스터대학에서 폴라니의 지도하에 물리화학을 연구하였다. 1937년 귀국하여 캘리포니아대학 교수가 되었다. 그의 업적은 조류(藻類)세포의 재생기간, 암세포의 증식과 성장에 미치는 중수(重水)의 영향, 유기화합물의 색과 구조, 유기반응의 경로, 운석(隕石) 중의 핵산입자의 발견 등이 있다.
그는 식물의 엽록소가 물과 공기 중의 이산화탄소를 이용하여 유기물을 합성하는 광합성과정을 밝힌 업적으로 1961년 노벨화학상을 수상하였다. 주요저서에는 《진화의 화학 Chemical evolution》(1969) 《탄소화합물의 광합성 The photosynthesis of carbon compounds》(1962) 등이 있다.